# طيران مظلي

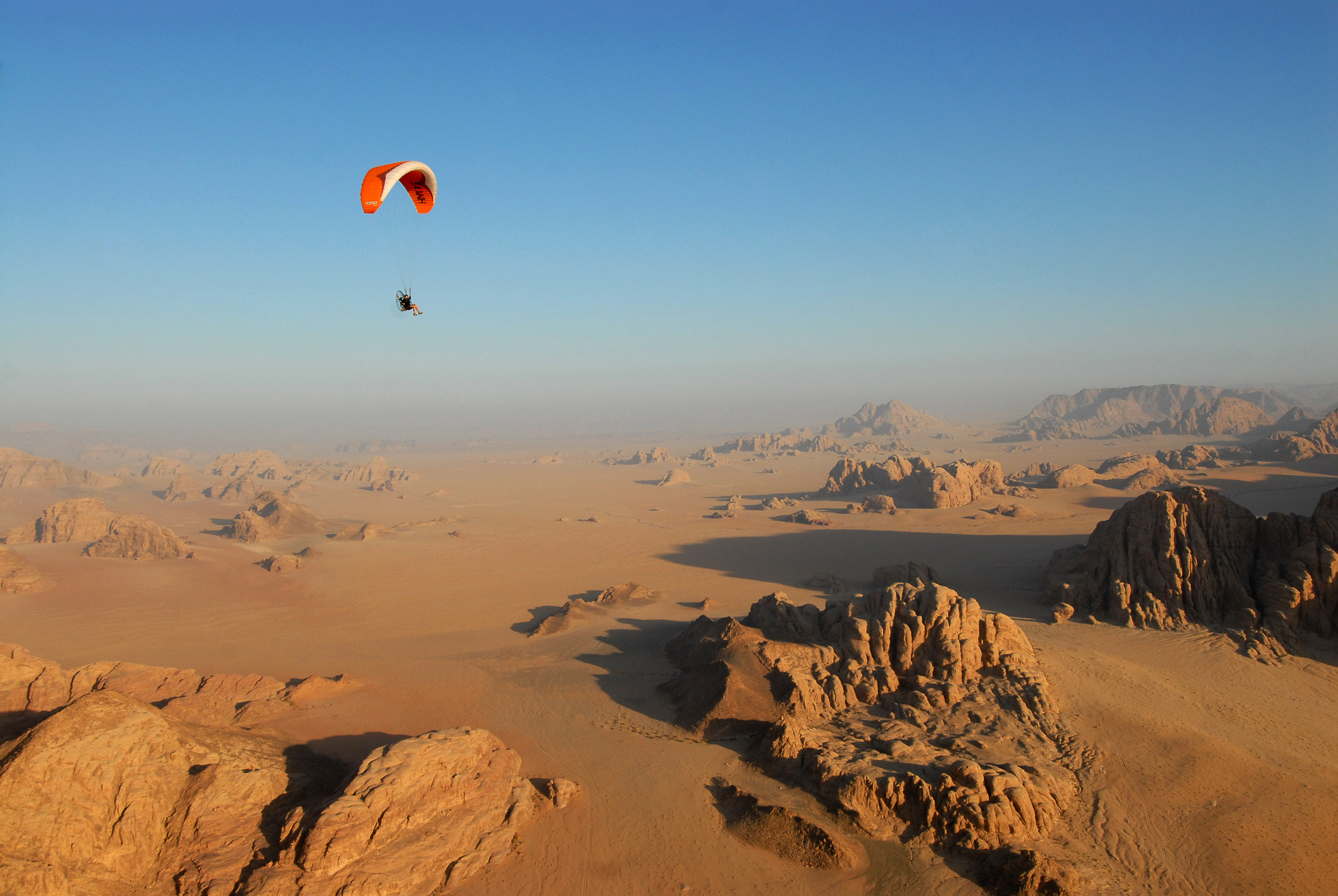
التحليق فوق وادي رم بالأردن.

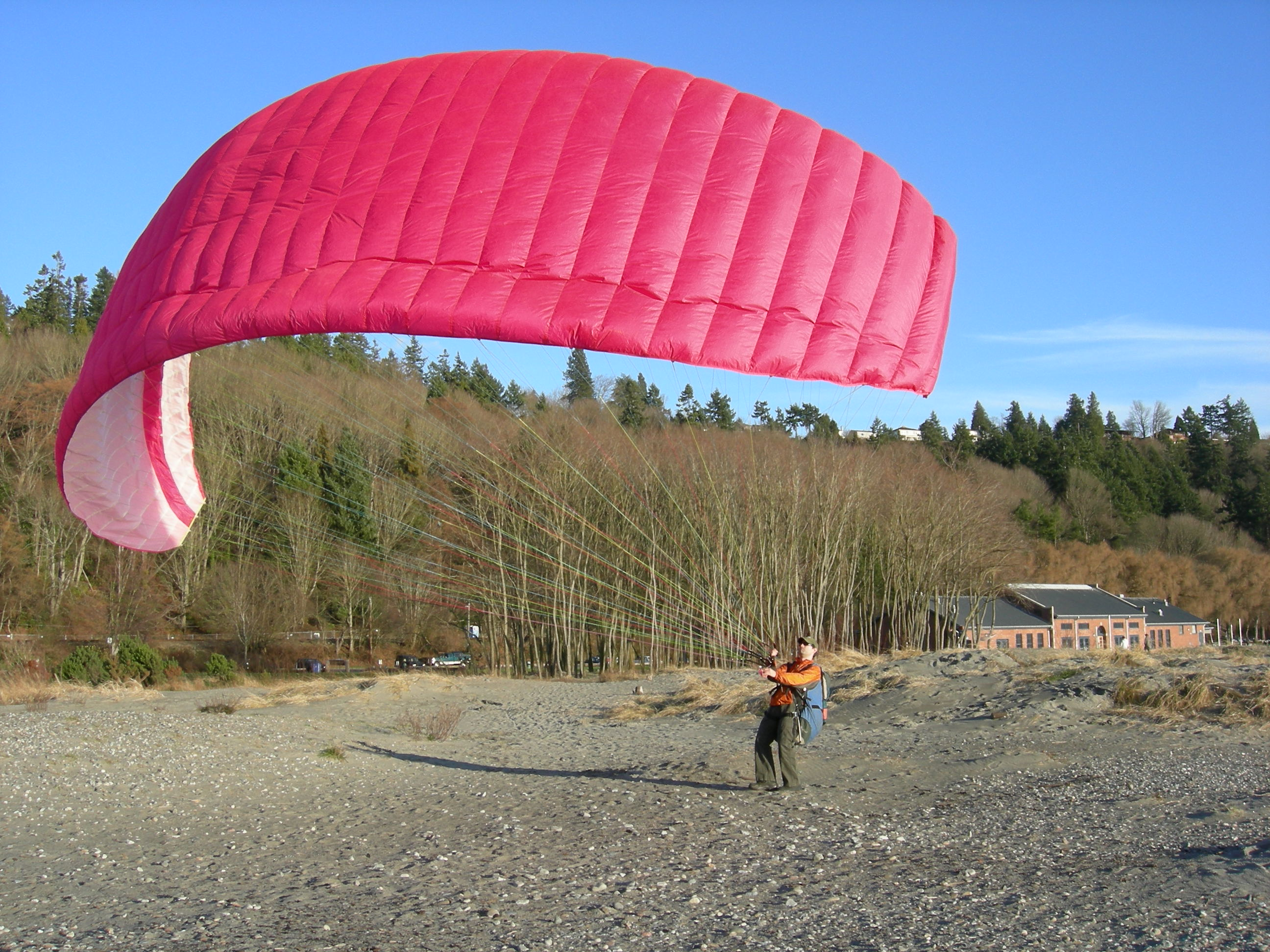

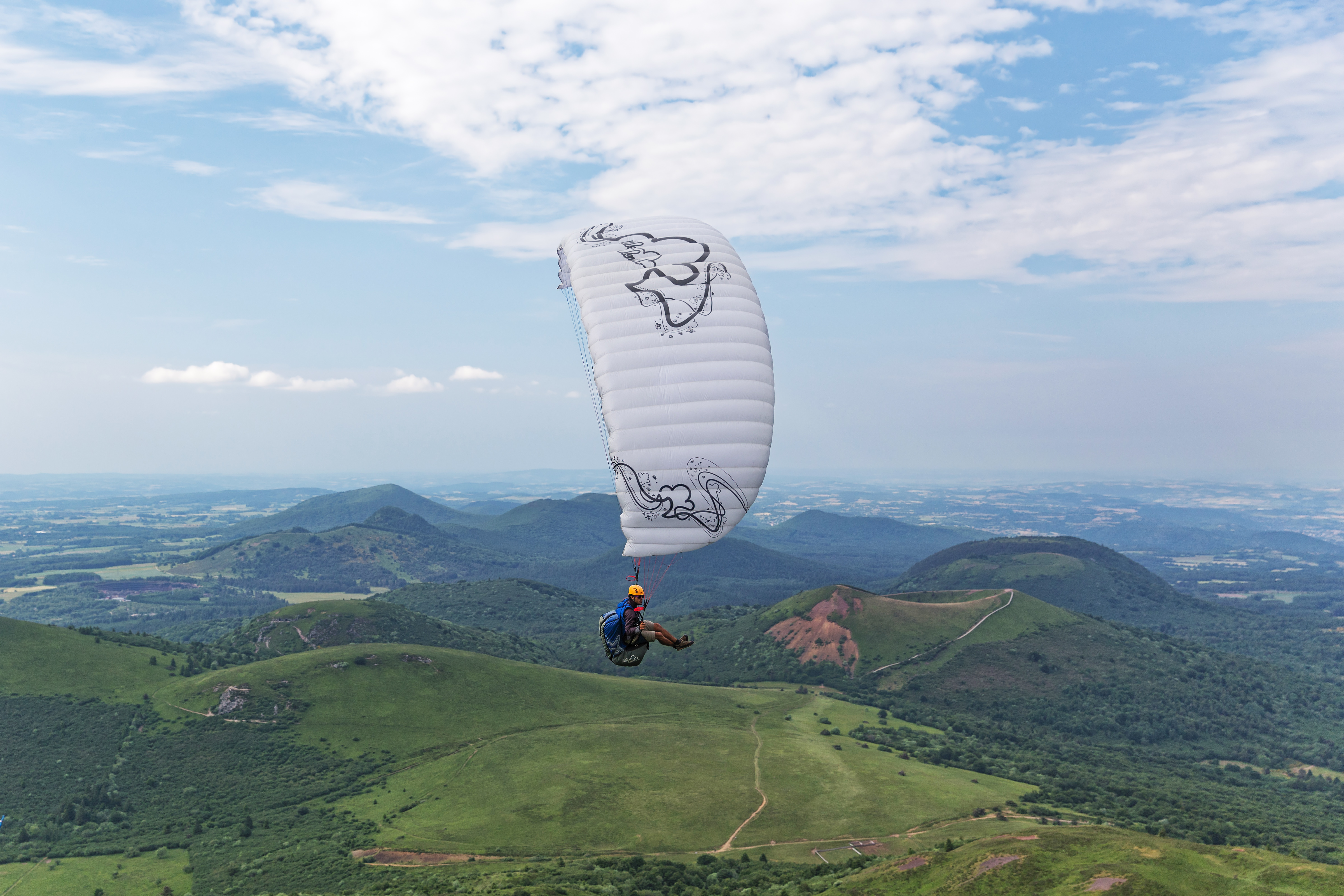

الطيران المظلي هي رياضة الهبوط بالمظلات وتقام لها مسابقات. وهو طيران حر يبدأه الشخص بمفرده عن طريق الوثب من جبل عال، ويهبط بواسطة المظلة رويدا رويدا بحسب القوانين الايروديناميك للحركة في الجو، ويمكنه التحكم نوعا ما بحسب خبرته في مكان الهبوط ومرونته. وقد يكون بدلا من المظلة جناحان من القماش مثبت بهما حوامل يستطيع الشخص الاتكاء عليها ويكون معلقا تحت الجناحان. هذا الطيران المظلي يعتمد على طريقة الطيران الشراعي الذي لا تدخل فيه الآلة، بل يطير الشخص طيرانا حرا في الجو، يهبط ببطء ويتمتع بالطيران مثل الطيور وبجمال الطبيعة أسفل منه حتى يحط بهدوء على الأرض.
وقد بدء هذا النوع من الرياضة في الظهور عام 1952 حيث قام دومينا جالبرت بالطيران بمظلة مكونة من عدة قطع، واستخدم ضابطا بسيطh للتحكم في الحومان يمينا ويسارا، وقام بتسجيل اختراعه رسميا لدى هيئة تسجيل الاختراعات الأمريكية تحت رقم 2734706 في 17 أكتوبر 1952.

## طريقة الطيران

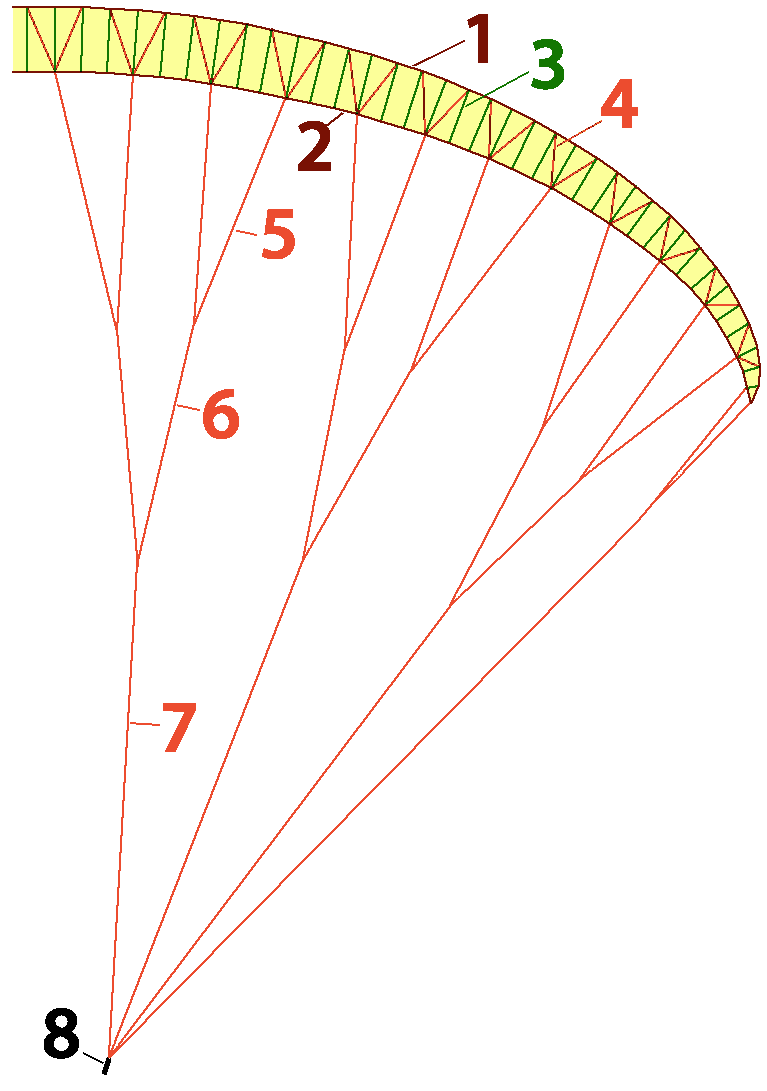

كل ما يحتاجه الطيار هو المظلة المجهزة خصيصا لهذا النوع من الرياضة. وهي تتكون من مظلة مستطيلة مثبت بها عدد من الحبال بنظام معين، ومرتبط بها من أسفل مقعد من القماش أو الجلد يجلس عليه الشخص وحزام أمان.
وتتكون المظلة المستطيلة من شراعان فوق بعضهما من النايلون. ولمساعدة المظلة على اتخاذالشكل المطلوب، تقسم المظلة إلى خلايا مفتوحة في اتجاه الطيران ومغلقة من الخلف. بهذا تتخذ المظلة الشكل المطلوب أثناء الطيران من خلال انتفاخ تلك الخلايا بالهواء.
يستطيع الطيار التحكم في اتجاه الطيران وسرعته بواسطة الحبال الموصولة بالمظلة.

## صور أخرى للطيران الحر

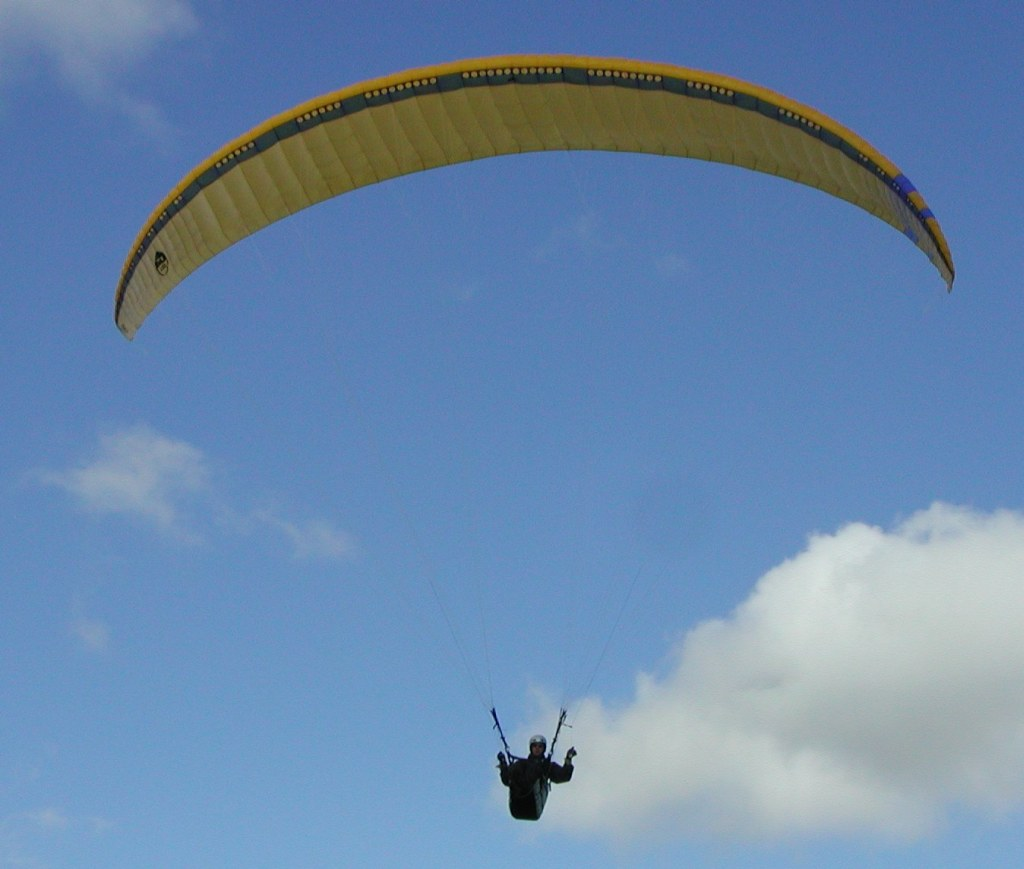

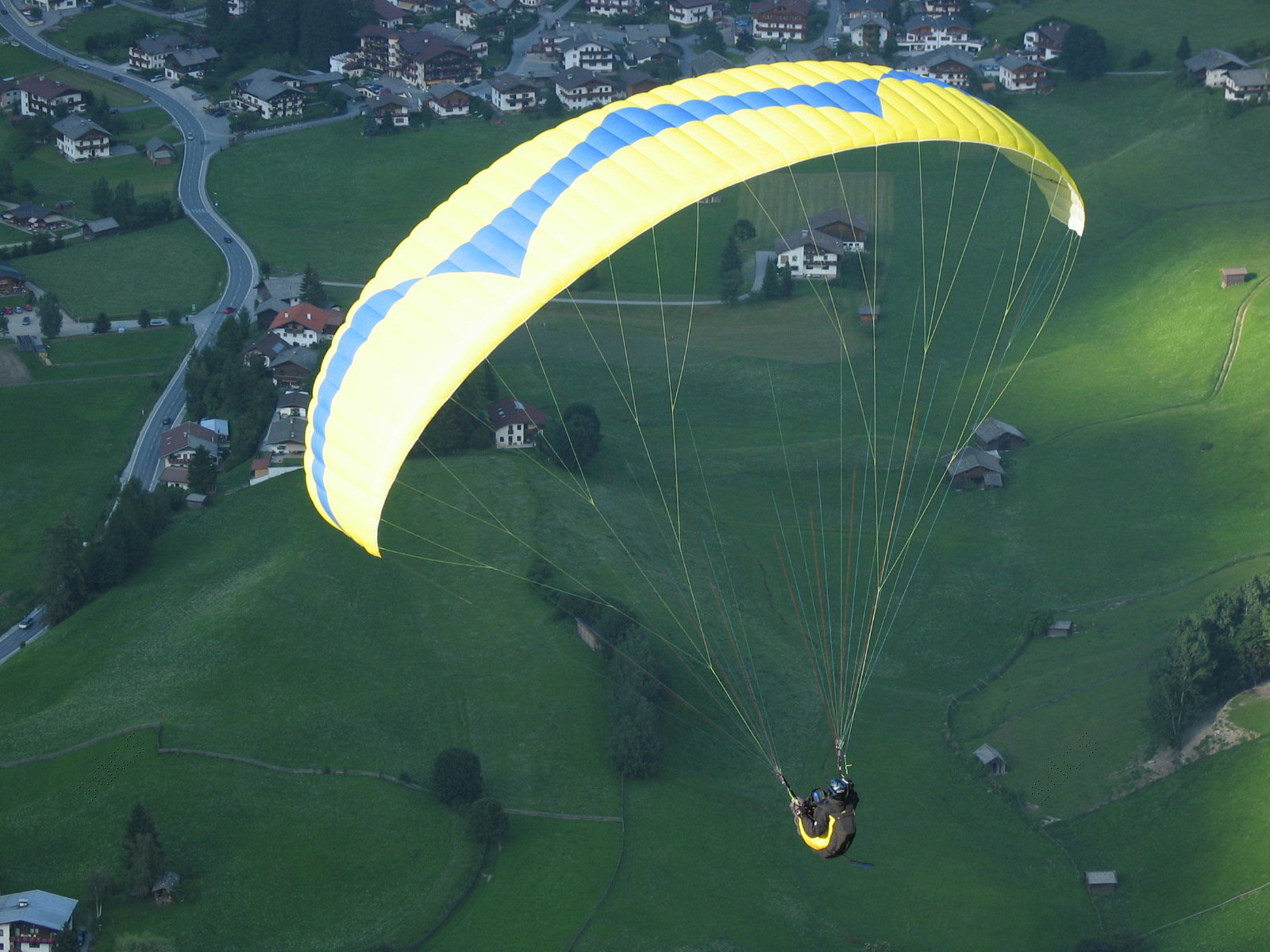
استمتاع بالطبيعة.